# Tankové pivo

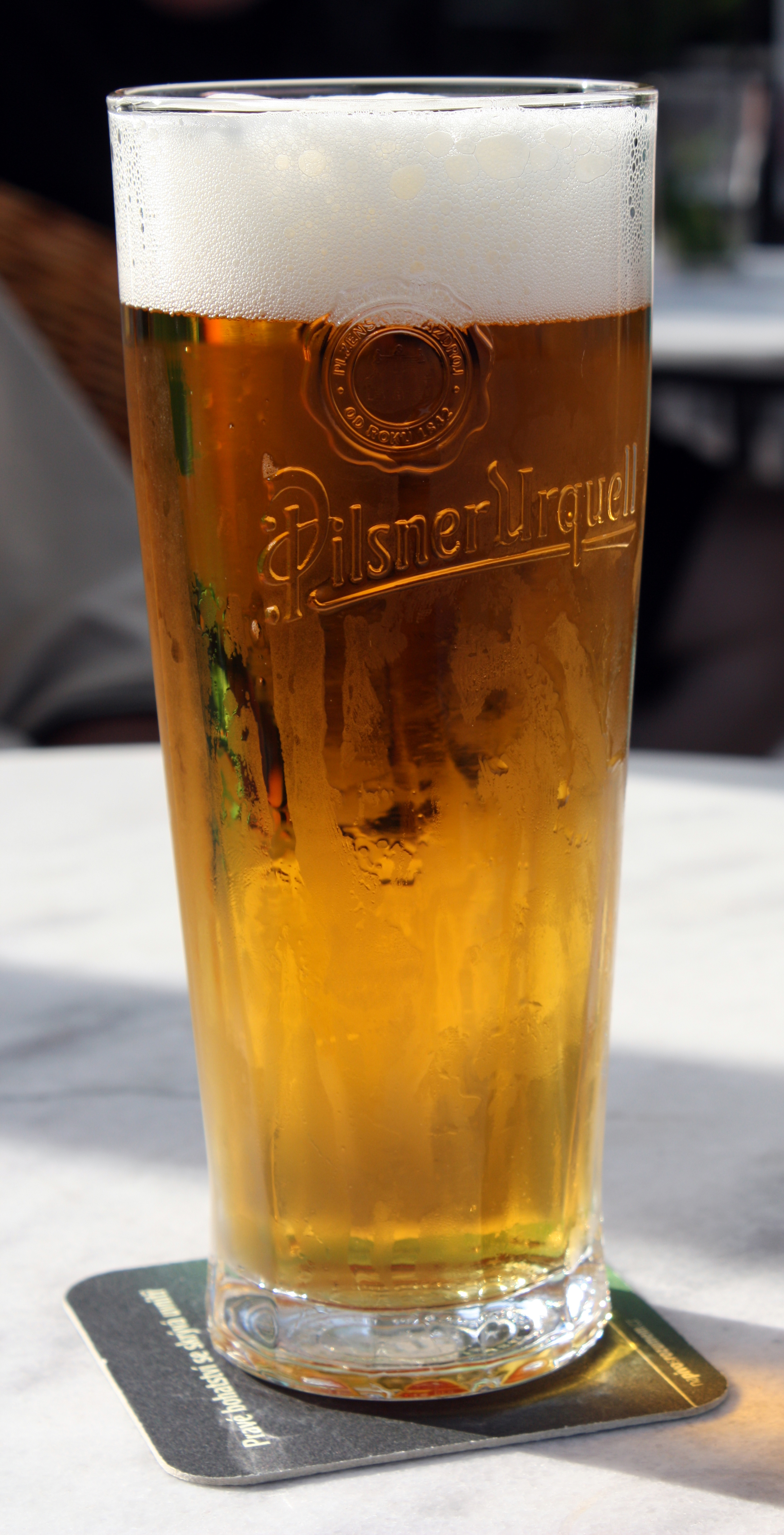
Točené pivo

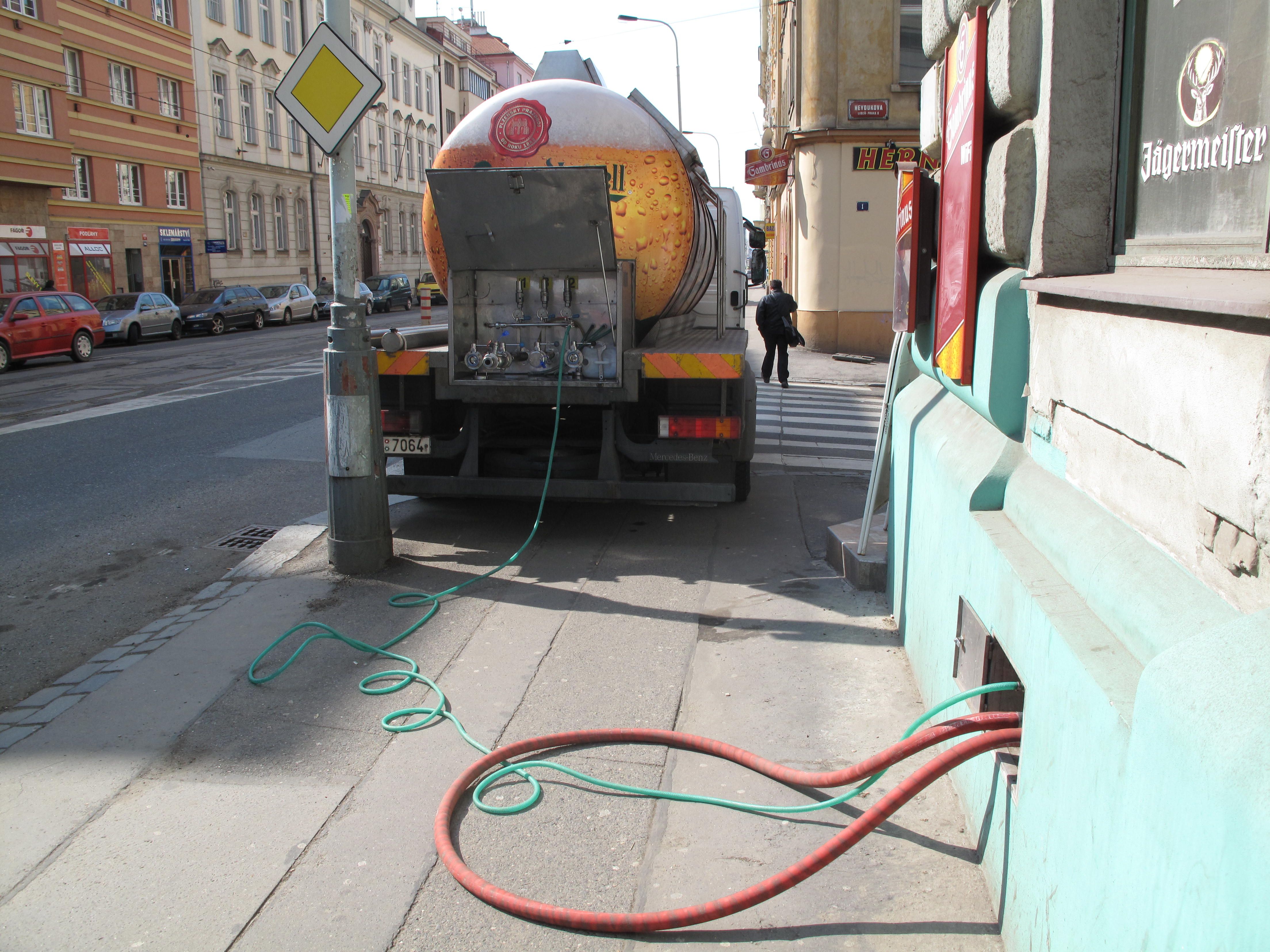
Stáčení piva z cisternového automobilu do tanků v restauraci

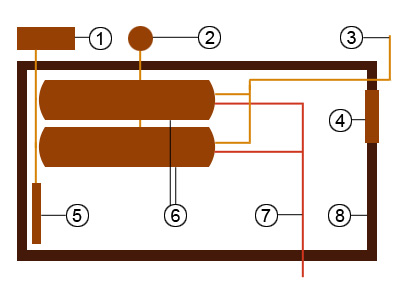
Schéma tankovny
1) Chladicí zařízení
2) Kompresor, zdroj tlakového vzduchu
3) Výstupní potrubí
4) Vstupní dveře
5) Výparník chladicího zařízení
6) Nerezové tanky
7) Přívodní potrubí piva
8) Tepelně izolované stěny

Tankové pivo je pivo transportované a skladované v nádržích (tancích). V tancích je skladováno i v místě spotřeby, v restauraci.

## Transport piva
Hotové pivo se nepasterované stáčí v pivovaru ze zásobníků do automobilových cisteren. Na vozidle může být několik oddělených komor o velikosti desítek hektolitrů. V restauraci je pivo stočeno do nádrží (tanků) o objemu pět nebo deset hektolitrů, umístěných do vyhrazené, tepelně izolované místnosti – tankovny.

## Tankovna
Je tepelně izolovaná místnost v zázemí restaurace. Jsou zde naležato umístěny nerezové tanky. Chladicí agregát umístěný vně tankovny chladí celou místnost na teplotu 8 až 10 stupňů Celsia. Mimo místnost, ale v nejbližším sousedství je umístěn kompresor se vzdušníkem pro dodávky tlakového vzduchu. Uvnitř tankovny je umístěno vybavení pro sanitaci potrubí a čištění a desinfekci tanků. Jsou zde také rozbočovací ventily pro možnost napájení více výčepních stolic a průtokoměry vytočeného piva. Do tankovny jsou zavedena potrubí pro přívod piva, pro výstup piva k výčepním stolicím, pro oběh chladicího média a přívod tlakového vzduchu. Potrubí pro přívod piva je zakončeno mimo tankovnu armaturami pro napojení hadic. Může to být přímo na stěně tankovny, ale také na venkovní stěně budovy, ve které je umístěna restaurace. Podstatné je, aby do blízkosti zakončení potrubí mohl zajet cisternový automobil. Hadice pro propojení cisterny na stacionární zařízení jsou součástí automobilu.

## Princip funkce
Pivo je v nerezových tancích o objemu deset nebo pět hektolitrů uloženo ještě ve speciálním nepropustném polypropylenovém vaku. Pro zachování dokonalé hygieny se použije pro každou dávku piva nový, absolutně sterilní vak. Pivo se do potrubí vytlačuje vzduchem vháněným mezi stěnu tanku a vak. Vzduch z kompresoru nepřijde do styku s pivem. Na správnou teplotu je vychlazená celá tankovna včetně veškerých potrubních rozvodů a vlastních tanků. Celá zásoba piva je trvale vychlazena na vhodnou teplotu, takže ani při velkém výčepu nenastanou problémy s chlazením.

## Výhody a nevýhody systému
- Výhody
  - Tlakový vzduch se nemísí s pivem. Pivo méně pění.
  - Pivo skladované tímto způsobem může být nepasterizované a proto chutnější.
  - V provozovnách s velkým výčepem není nutné tak často narážet nové sudy, šetří se práce obsluhy.
- Nevýhody
  - Toto zařízení má smysl jen tam, kde je výčep piva skutečně velký.
  - Celé vybavení zabírá určité místo, je nutné čistit a udržovat i přívodní potrubí.
  - Musí být možné dojet až k restauraci s cisternovým automobilem a po dobu stáčení zde parkovat. To může být problém u provozoven v historických centrech.